# Шаварш Карапетян
Шаварш Владимирович Карапетян (на арменски: Շավարշ Վլադիմիրի Կարապետյան; 19 май 1953 г., Ванадзор, Арменска ССР, СССР) е арменски съветски плувец.
Състезава се в дисциплината подводно плуване, 11‑кратен световен рекордьор, 17‑кратен световен шампион, 13‑кратен европейски шампион, седемкратен шампион на СССР, заслужил майстор на спорта на СССР (1982).
Почетен президент е на Руската подводна федерация. Награден е с почетен орден, а също така с почетния знак на Международния комитет „За честна игра“ (Fair Play).
Известен е с това, че спасява десетки хора в няколко аварии в Съветска Армения.
Преселва се със семейството си в Москва през 1991 г.